# Cinque Nazioni 1961
Il Cinque Nazioni 1961 (in inglese 1961 Five Nations Championship; in francese Tournoi des Cinq Nations 1961; in gallese Pencampwriaeth y Pum Gwlad 1961) fu la 32ª edizione del torneo annuale di rugby a 15 tra le squadre nazionali di Francia, Galles, Inghilterra, Irlanda e Scozia, nonché la 67ª in assoluto considerando anche le edizioni dell'Home Nations Championship.
Il torneo fu vinto dalla Francia, alla sua quinta affermazione complessiva, che confermò il successo dell'anno precedente, benché all'epoca giunto in condivisione con l'Inghilterra; proprio contro gli inglesi arrivò l'unica mancata vittoria francese, un pareggio 5-5 a Twickenham.
Il valore delle marcature, come stabilito dall’IRFB nel 1948, era: 3 punti per ciascuna meta (5 se trasformata), 3 punti per la realizzazione di ciascun calcio piazzato, mark o drop.

## Nazionali partecipanti e sedi
| Squadra     | Città     | Impianto interno      |
| ----------- | --------- | --------------------- |
| Francia     | Colombes  | Stadio Yves du Manoir |
| Galles      | Cardiff   | Arms Park             |
| Inghilterra | Londra    | Twickenham            |
| Irlanda     | Dublino   | Lansdowne Road        |
| Scozia      | Edimburgo | Murrayfield           |

## Risultati
| Arbitro: | Ray Williams |

|             |      |  |
| G. Boniface | mt   |  |
| Albaladejo  | tr   |  |
| Albaladejo  | c.p. |  |
| Albaladejo  | drop |  |

| Arbitro: | Kevin Kelleher |

|          |    |       |
| Bebb (2) | mt | Young |

| Arbitro: | Gwilym Treharne |

|             |      |                |
| Kavanagh    | mt   | Roberts Rogers |
| Moffett     | tr   | Risman         |
| Moffett (2) | c.p. |                |

| Arbitro: | Ray Williams |

|          |    |  |
| A. Smith | mt |  |

| Arbitro: | M.H.R. King |

|                  |      |                 |
| Douglas Ross (2) | mt   | Hewitt Kavanagh |
| Scotland (2)     | tr   | Moffett         |
| Scotland         | c.p. |                 |

| Arbitro: | Gwynne Walters |

|         |    |         |
| Harding | mt | Crauste |
| Willcox | tr | Vannier |

| Arbitro: | Doug McMahon |

|              |      |  |
| Richards     | mt   |  |
| Richards (2) | c.p. |  |

| Arbitro: | Kevin Kelleher |

|                 |      |  |
| Roberts         | mt   |  |
| Horrocks-Taylor | c.p. |  |

| Arbitro: | Norman Parkes |

|                  |    |           |
| G. Boniface Saux | mt | Bebb Pask |
| Vannier          | tr |           |

| Arbitro: | Gwilym Treharne |

|         |      |                    |
|         | mt   | Gachassin          |
| Kiernan | c.p. | Albaladejo Vannier |

## Classifica
| Pos | Squadra     | G | V | N | P | PF | PS | DP  | Pt |
| --- | ----------- | - | - | - | - | -- | -- | --- | -- |
| 1   | Francia     | 4 | 3 | 1 | 0 | 39 | 14 | +25 | 7  |
| 2   | Galles      | 4 | 2 | 0 | 2 | 21 | 14 | +7  | 4  |
| 3   | Scozia      | 4 | 2 | 0 | 2 | 19 | 25 | −6  | 4  |
| 4   | Inghilterra | 4 | 1 | 1 | 2 | 22 | 22 | 0   | 3  |
| 5   | Irlanda     | 4 | 1 | 0 | 3 | 22 | 48 | −26 | 2  |